# Santa Luisa
Santa Luisa es una localidad argentina del partido de Olavarría, localizado en el interior de la provincia de Buenos Aires.

## Ubicación
Está situada 43 km al sudoeste de la ciudad de Olavarría. Se accede a ella por la ruta provincial 51.

## Toponimia
Su nombre recuerda a la santa patrona de María Luisa de Pourtalé de Cassasus, dueña de los terrenos que bordeaban la estación que le dio origen al pueblo.

## Población
Cuenta con 40 habitantes (Indec, 2010), lo que representa un marcado descenso del 59% frente a los 98 habitantes (Indec, 2001) del censo anterior.
| Gráfica de evolución demográfica de Santa Luisa entre 1991 y 2010 |
|                                                                   |
| Fuente: Censos nacionales del INDEC                               |

## Historia
La estación del ferrocarril fue habilitada en julio de 1903 para transporte de pasajeros, carga de cereales y hacienda. Años más tarde la actividad económica urbana estaba constituida por almacenes de campaña, herrerías, peluquerías y agentes de seguros, como así también empresas agropecuarias dedicadas especialmente al tambo. 
El ferrocarril facilitó el transporte de carga para la producción económica y junto al correo permitió la interacción con otras poblaciones.
El pueblo se caracteriza por la tradicional “Fiesta del Caballo”, que se lleva adelante en el mes de septiembre. Además de los festejos, que incluye un atractivo desfile, se exponen estands donde se exhiben diversas artesanías.
Las organizaciones que forman parte del pueblo son: Fútbol Club Santa Luisa, escuela de educación secundaria N.º 3 anexo 3031, jardín de infantes N.º 925, escuela primaria N.º 9, Delegación municipal, Unidad Periférica, Cooperativa Agraria, veterinaria Todo Agro Santa Luisa y estación de servicio.